# Windows 3.x
Windows 3.0 е издаден през май 1990 г. като своеобразно продължение на първите две версии на операционната система на Microsoft – Windows 1.0 и Windows 2.0, като предлага на потребителя по-удобенграфичен интерфейс и повече възможности.
Със способността си да адресира повече от 640К памет и много по-мощният интерфейс, производителите на софтуер започват да правят различни приложения за Windows 3.0, което до голяма степен помага на Microsoft да продадат над 10 милиона копия, което го прави бестселър с графична среда.

## Версии

### Windows 3.1
Издаден през април 1992 г., това е обновление за Windows 3.0 с няколко допълнителни подобрения над стабилността и работата на операционната система. За първите три месеца след пускането му на пазара са продадени над 3 милиона копия с включените подобрения от Windows 3.0.

### Windows 3.11
Поредната подобрена версия на 3.хх серията операционни системи на Microsoft, тя не предлага нови приложения и възможности а поправени грешки в самото ядро и отстранени мрежови проблеми.

### Windows for Workgroups 3.1
Следващата от тази серия, издадена октомври 1992 г. Тук за първи път Microsoft включват в Windows пълна мрежова поддръжка и ресурси като peer-to-peer file и printer sharing. Тук потребителя лесно може да се ориентира и да конфигурира своята мрежа като споделя ресурсите на компютрите и устройствата и да избере, кои файлове да са достъпни от друг компютър и кои не. Windows for Workgroups съдържа още две нови приложения: Microsoft Mail и Schedule+.

### Windows for Workgroups 3.11
Тази версия е издадена на 11 август 1993 г.